# قسم طب المجتمع ، كلية الطب في مستشفى سانت توماس ، لندن
كان قسم طب المجتمع، كلية الطب بمستشفى سانت توماس، لندن "" المركز الأول لأبحاث الصحة العامة في المملكة المتحدة في السبعينيات والثمانينيات. بعض سجلاتها محفوظة في الأرشيف الوطني (المملكة المتحدة).
تم تأسيسها في عام 1968 من قبل [والتر دبليو هولاند] الذي حصل فيما بعد على تمويل أساسي من وزارة الصحة في المملكة المتحدة لإنشاء «وحدة أبحاث الطب الاجتماعي والخدمات الصحية» متعددة التخصصات. قامت هولندا بإدارة القسم والوحدة حتى عام 1994.
في الثمانينيات اندمجت كلية الطب مع كلية الطب بمستشفى جاي وأصبحت فيما بعد جزءًا من كينجز كوليدج لندن.

## المنشورات
على مدى 26 عامًا، أنتجت هذه الوحدة البحثية العديد من التقارير والمقالات والكتب المؤثرة حول التحديات الصحية المعاصرة الرئيسية. الامثله تشمل:
- Florey، C duV (1983) مقدمة في طب المجتمع.
- هولندا، دبليو دبليو (1986) كتاب أكسفورد للصحة العامة.
- موراي م، جاريت، إل، سوان إيه في وآر رومون (1988). التدخين بين الشباب.
- باتريك DL & Peach H (1984). الإعاقة في المجتمع.
- Peach H & Heller R (1984). وبائيات الأمراض الشائعة

## اشخاص بارزون
خلال فترة وجوده، عمل عدد كبير من الأشخاص في المركز واستمر الكثيرون في شغل مناصب عليا في مؤسسات أخرى. وتشمل هذه:
- دوجلاس التمان (1948-2018): أستاذ الإحصاء في الطب، جامعة أكسفورد[3]
- روجر بيتش (د. 2018) - قارئ في أبحاث الخدمات الصحية، جامعة كيلي
- جوين بيفان، أستاذ علوم الإدارة بكلية لندن للاقتصاد.[4]
- بيولا بيولي(1929-2018)، قارئ في الصحة العامة، كلية لندن للصحة والطب الاستوائي[5]
- بيتر بورني: أستاذ وبائيات الجهاز التنفسي والصحة العامة، إمبريال كوليدج لندن.[6]
- مارتن بلاند: أستاذ الإحصائيات الصحية، جامعة يورك
- جون برازير: أستاذ الاقتصاد الصحي وعميد كلية الصحة والبحوث ذات الصلة، جامعة شيفيلد[7]
- سوزان شين: أستاذة الإحصائيات الطبية، كينجز كوليدج لندن
- سارة داربي: أستاذ الإحصاء الطبي، جامعة أكسفورد
- كارين دنيل: المملكة المتحدة الإحصائي الوطني
- Charles du Vé Florey: أستاذ جيمس ماكنزي لطب المجتمع، جامعة دندي.[8]
- ريتشارد هيلر: أستاذ الصحة العامة، جامعة مانشستر[9]
- والتر هولاند  [لغات أخرى]‏ (1929-2018) - أستاذ طب الصحة العامة، جامعة لندن
- مارك جونسون: أستاذ التنوع في الرعاية الصحية والاجتماعية، جامعة دي مونتفورت[10]
- جوزيف كاوفرت، أستاذ صحة المجتمع، جامعة مانيتوبا[11]
- ديفيد لوكر (د. 2010): أستاذ طب الأسنان المجتمعي، جامعة تورنتو[12][13]
- ميفانوي مورغان: أستاذ علم الاجتماع الطبي، كينجز كوليدج لندن
- ريتشارد موريس، أستاذ الإحصاء الطبي، جامعة بريستول[14]
- مايكل موراي: أستاذ علم النفس الاجتماعي والصحي، جامعة كيلي[15][16]
- ستيفن بالمر: أستاذ علم الأوبئة والصحة العامة بجامعة كارديف[17]
- دونالد باتريك: أستاذ الخدمات الصحية، جامعة واشنطن[18]
- هيدلي بيتش: أستاذ الصحة العامة وطب المجتمع بجامعة ملبورن
- روبرتو رونا: أستاذ طب الصحة العامة، كينجز كوليدج لندن[19]
- إيلي سكريفنز (1954-2008): أستاذ السياسة الصحية، جامعة كيلي[20][21]
- توني سوان، رئيس وحدة الإحصاء، خدمة مختبر الصحة العامة (PHLS)، كوليندال، لندن[22]
- ريتشارد ويجنز: أستاذ العلوم الاجتماعية الكمية، معهد UCL للتعليم[23]